# Eduardo Pondal

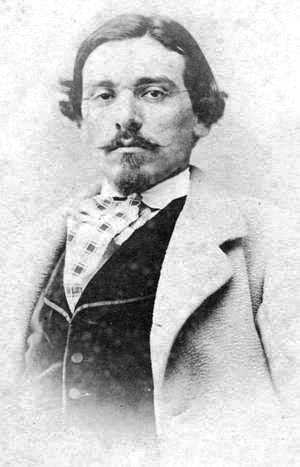
Eduardo Pondal

Eduardo González-Pondal Abente (* 8. Februar 1835 in Ponteceso, Galicien; † 8. März 1917 in A Coruña, Galicien) war ein galicischer Dichter. Er hat die galicische Nationalhymne geschrieben.

## Ehrungen
1965 war ihm der Tag der Galicischen Literatur gewidmet.

## Werke
- Queixumes dos pinos, 1886, A Coruña: Latorre y Martínez Editores.[1]
- Versos iñorados ou esquecidos de Eduardo Pondal, edición de Ricardo Carvalho Calero, 1961, Vigo: Galaxia.
- Os Eoas: unha aproximación, 1992, A Coruña: Real Academia Galega.
- Poesía galega completa I. Queixumes dos pinos, 1995, Santiago de Compostela: Sotelo Blanco. Edición de Manuel Ferreiro.
- Poesía galega completa II. Poemas impresos, 2001, Santiago. Sotelo Blanco. Edición de Manuel Ferreiro.
- Poesía galega completa III. Poemas manuscritos, 2002, Santiago: Sotelo Blanco. Edición de Manuel Ferreiro.
- Poesía galega completa IV. Os Eoas, 2005, Santiago: Sotelo Blanco. Edición de Manuel Ferreiro.